# 不是說了嗎/CloveR
《不是說了嗎/CloveR》（日语：言ったじゃないか/CloveR）是關西傑尼斯8的第30張單曲，於2014年10月15日發行，為移籍INFINITY RECORDS唱片公司後發行的第一張單曲。

## 概要
- 《不是說了嗎》為成員錦戶亮主演的TBS電視台周日劇場時段播出的電視連續劇《對不起青春！》的主題曲。《CloveR》是成員大倉忠義演出的電影《クローバー》的主題曲。

## 收錄曲目

### 初回限定盤A
CD
1. 不是說了嗎
  - 作詞：宮藤官九郎、作曲：峯田和伸、編曲：大西省吾、Peach
2. CloveR
  - 作詞、作曲：GAKU、編曲：Peach

特典DVD
1. 「不是說了嗎」Music Clip & Making製作花絮影像

### 初回限定盤B
CD
1. CloveR
2. 不是說了嗎

DVD
1. 「CloveR」Music Clip & Making製作花絮影像

### 通常盤
1. 不是說了嗎
2. CloveR
3. 手牽手
4. 不是說了嗎（Original Karaoke）
5. CloveR（Original Karaoke）
6. 手牽手（Original Karaoke）

## 外部連結
- Johnny's net > 関ジャニ∞ （页面存档备份，存于） - ジャニーズ事務所による公式サイト
- INFINITY RECORDS（页面存档备份，存于）